# 潛在熱帶氣旋EP172019
潛在熱帶氣旋EP172019是2019年10月中旬在墨西哥南部、瓜地馬拉和薩爾瓦多造成破壞性洪水的一股熱帶擾動。一股東風波於10月13日至14日間進入東北太平洋，並於10月14日在瓜地馬拉以西的海域形成一個低壓區。翌日，系統逐漸移動至瓜地馬拉以南的海域，此時的系統的對流逐漸擴大且強度持續增強，國家颶風中心隨後在10月16日預測此系統有機會在抵達墨西哥南部海岸之前發展為熱帶氣旋，將其編號為「潛在熱帶氣旋EP172019」並決定對其發布預警。在作為潛在熱帶氣旋的這段期間，一分鐘最大持續風速達到約30英里每小時（48每小時；13每秒；26節）的強度，中心最低氣壓約1,005毫巴。該系統在同一日往西北方的海域移動，逐漸靠近海岸線而導致的結構減弱，使其發展為熱帶氣旋的機率逐漸降低，直至同日中午，該系統在華土哥及萨利纳克鲁斯之間登陸，最終在登陸數小時後消散。
墨西哥南部海岸於10月16日被發布熱帶系統預警，特萬特佩克地峽、瓜地馬拉及薩爾瓦多等地發生暴雨，最大降雨量發生在瓦哈卡州，該地的最大降雨量達445毫米，該地的道路遭到雨水淹没而損壞，河流亦因暴雨而溢出堤岸；數百棟的房屋和其他建築也因此遭洪水淹没。由於河流淹没道路和橋梁導致有部分的社區道路中斷，格雷羅州奧梅特佩克的一處河流也溢出堤岸，導致洪水流入塔拉帕地區。救災和救援的DN-III-E計劃在該系統影響瓦哈卡州、格雷羅州和塔巴斯科州的過後啟動，墨西哥出動軍隊以協助瓦哈卡州在事後的清理和救援工作。該系統在中美洲造成造成薩爾瓦多6人及瓜地馬拉1人，共7人罹難。該系統在影響期間也造成薩爾瓦多近2000人被迫撤離，當地共有100多棟房屋遭洪水淹沒，100多所學校遭到破壞，並有超過100起山崩、近60棵樹木被吹倒，道路和房屋多處受損，並有約10%的季節性豆類作物的農損。而在瓜地馬拉，有數個城市的街道遭洪水淹沒，部分道路亦因山崩及部分樹木被吹倒而堵塞，多起建築物亦有受損，瓜地馬拉政府亦有為受災戶準備緊急物資。

## 氣象歷史
位於加勒比海的一股東風波在10月13日至14日間向西移動，越過中美洲並進入東太平洋，國家颶風中心最早在10月11日即監測到此系統，並預測在未來數日將形成廣闊的低壓區 。隨後，該系統於10月14日在尼加拉瓜西部形成一個低壓區，翌日逐漸往西北方向移動至瓜地馬拉以南的海域，且大氣對流的雷暴區結構也逐漸加深。與此同時，由於系統的結構被拉長，缺乏明確的環流中心。國家颶風中心在評估此系統形成熱帶氣旋的可能性提升後，在10月16日將其編號為「潛在熱帶氣旋EP172019」並決定對其發布預警，預測此系統在經過墨西哥南部的較高的海溫和較弱的風切的有利條件下，有機會在抵達墨西哥南部海岸之前發展為熱帶氣旋。
此系統持續沿著位於墨西哥灣上的高壓脊西南邊界往西北方向移動，並於10月16日以一分鐘最大持續風速達到約35英里每小時（56每小時；16每秒；30節）巔峰的強度，中心最低氣壓約1,006毫巴。由於該系統朝陸地愈趨逼近，結構不甚清晰且對流減少，低層環流中心亦開始減弱，再加上強對流區附近有多個中心仍未整合，種種因素使其不利於發展為熱帶氣旋，隨後該系統在同日在華土哥及萨利纳克鲁斯之間登陸，最終在登陸數小時後消散。

## 影響

### 墨西哥
由於此系統有機會在抵達墨西哥南部海岸之前發展為熱帶氣旋，墨西哥南部海岸（自托納拉至埃斯孔迪多港的範圍）於10月16日被發布熱帶系統預警。此系統為墨西哥南部海岸帶來暴雨，特別是特萬特佩克地峽，瓦哈卡州51+740公里處的最大降雨量測得445毫米，馬薩特蘭莫羅地區測得401.4毫米，伊達爾戈自治市亦測得278毫米的降雨量。除了瓦哈卡州以外，此系統亦分別給恰帕斯州和格雷羅州帶來70毫米及125毫米的強降雨。在10月16日時，瓦哈卡州宣布當地停課，伊達爾戈自治市的公路遭此系統嚴重破壞，當地政府要求聯邦政府宣布該地進入災難狀態。
受此系統的影響，薩拉戈薩胡奇坦自治市有超過50公分的積水淹沒了100所以上的房屋、學校、圖書館及公共建築，進一步加劇了當年地震所造成的破壞。海水倒灌亦淹沒了位於韋拉克魯斯州南部的蒲拉雅維森特地區棕櫚葉頂亭和街道。犬河的最高河水位超過4.7公尺，並在多個河段溢出堤岸，由於河水上漲與洪水氾濫，導致當地有一所學校被迫關閉。在河流源頭附近的Sierra Mix-Zapoteca地區，河水溢過一座橋並將垃圾和樹枝沖刷至下游且在橋上形成一個水壩；有兩條街道亦因河水泛滥而遭淹沒，警方因此封鎖了街道和橋，而這條河亦造成胡奇坦自治市第八區的街道因洪水氾濫而遭淹沒。
查巴拉河的河水亦因此系統而溢出堤岸，洪水淹沒了拉索萊達的三座橋樑，進而導致特萬特佩克、聖瑪利亞、拉索萊達之間的道路中斷，墨西哥政府出動陸軍第99步兵營以協助受災戶。洪水淹沒了特萬特佩克的房屋，並迫使位於馬薩特蘭莫羅地區附近的墨西哥200號公路關閉。蓋拉吉奇地區的交通中斷，並有一棟房屋遭到摧毀。伊克斯特別克的排水系統崩潰，導致水灌入至屋內。毗塔雅地區有一條汙水管受此系統影響而溢出，造成50户人家的房屋受損。聖佩德羅·華梅盧拉地區及聖地亞哥·阿斯塔塔地區多次報告停電，洪水亦淹沒了莫雷諾林科恩地區的房屋。救災和救援的DN-III-E計劃也在該系統影響瓦哈卡州、格雷羅州和塔巴斯科州的過後啟動。
格雷羅州奧梅特佩克的一處河流也溢出堤岸，導致洪水流入塔拉帕地區。連接奧梅特佩克和伊瓜拉帕的高速公路遭到破壞並有多條街道被水淹沒，導致部分車輛浸沒在水中，亦不知道是否有人在車輛內。

### 中美洲
此系統在中美洲多個國家造成暴雨。薩爾瓦多聖維森特的單日總降雨量達102.4毫米，與此同時，阿瓦查潘及拉利伯塔德亦分別測得91.6毫米、91毫米的最大降雨量。此系統在薩爾瓦多造成至少6人罹難。聖馬爾科斯有一名28歲的男性和一名21歲的女性因他們的房子遭掩埋後而死於家中，奇爾蒂烏潘亦有一名68歲的男性和一名48歲的女性因房子遭掩埋後而死於家中，另有一名61歲的漁夫和另外一人被河水沖走後罹難，報導亦指出，該國尚有一人失蹤，並迫使至少1850人撤離至17個避難所。梅希卡諾斯亦因此系統影響而有山洪發生，其掩埋了三棟房屋但並未造成人員傷亡，拉斯卡尼亞斯河在阿波帕造成氾濫，並造成一輛貨車受困，貨車司機最終成功脫困。伊洛潘戈的一處疏散區，至少有250個家庭受到70公尺深的溝壑所造成的威脅，La Caèada、El Icaco及El Limon地區共有超過100棟房屋遭洪水淹沒，並至少有118所學校受到破壞，其中有20所學校嚴重毀損；18所學校停課五天。
此系統所造成的暴雨促使薩爾瓦多當局向沿海的城市發出橙色警告，並向其他受影響的地區發出黃色警告，並在此系統離去後降至綠色警告。薩爾瓦多當局共清理135處山洪及58棵倒下的樹木，共搬離了超過4000立方公尺的廢棄物，至少有19條道路遭山洪毀損，並造成約10%的季節性豆類作物的農損。
瓜地馬拉在此系統的影響下，分別在聖何塞港及弗洛雷斯測得150毫米與133毫米的最大降雨量，造成該國1人死亡，2人受傷，216人撤離，並有超過302棟房屋受中等程度的破壞、2棟房屋受嚴重破壞，且全國有多個地區停電。維拉羅博斯河受此系統造成的暴雨影響，河床水位高漲，促使比亞努埃瓦處於警戒狀態，該地區先前有部分樹木遭砍伐，進而導致在此系統影響期間引發山洪，而全國有400多所學校被迫關閉。克察爾特南戈與薩卡特佩克斯省亦有樹木倒塌與洪水發生，進而導致該兩個地區的交通中斷。瓜地馬拉市有一起三輛車追撞的車禍，其中一輛汽車損壞了正在施工中的地鐵站，聖盧卡斯薩卡特佩克斯則有一家酒館因附近的樹被風吹倒而毀損，進而導致一人死亡，兩人受傷。
包括帕拉朱諾、埃爾特哈爾、聖克里斯托巴、比利亞洛沃斯、埃斯昆特拉及阿馬蒂特蘭在內的地區，有多處街道被洪水淹沒，而市府的員工努力移除倒塌在一處住宅上的樹，另有一戶人家在一部份牆面塌陷後被迫疏散，此系統引發的山洪亦造成其中一處的兩個街道堵塞，而落石與樹木的倒塌亦造成美洲公路沿路多個地點的交通中斷，另外在佩洛泥亞地區，因暴雨襲擊而導致的三棟房屋損毀，共有27人被迫撤離；這些建築有墜入峽谷的危險，山洪亦造成薩卡特佩克斯省的Bosques de Sacatepéquez社區毀損，聖何塞港亦因洪水氾濫而發布橙色警告。整體而言，至少有13個區域處在黃色警告狀態，而埃斯昆特拉則處於橙色警告狀態，時任瓜地馬拉總統吉米·莫拉莱斯表示，該國已經準備好127.9公噸緊急物資，新康塞普西翁地區亦在系統離開後獲得政府的緊急援助。

## 外部連結
- （英文）美國聯合颱風警報中心：17E最佳路徑數據 （页面存档备份，存于）
- （英文）美國國家颶風中心：17E機構報文 （页面存档备份，存于）